# Xerox DocuShare
 (août 2024).
Si vous disposez d'ouvrages ou d'articles de référence ou si vous connaissez des sites web de qualité traitant du thème abordé ici, merci de compléter l'article en donnant les références utiles à sa vérifiabilité et en les liant à la section « Notes et références ».
Xerox DocuShare est une plateforme logicielle Web de gestion de contenu d’entreprise (Enterprise Content Management - ECM GED GEIDE DMS CMS Groupware) qui regroupe des outils de gestion électronique des documents (GED), de travail collaboratif, de dématérialisation, d'archivage, d'OCR (reconnaissance optique de caractères) et de circuits de validation élaborés (Workflow). Les différentes versions basées sur une même architecture sécurisée permettent de couvrir la chaîne documentaire dans son ensemble. 
DocuShare permet de capturer des documents de tous types (courrier entrant, factures, dossiers clients, numérisation haut volume...) au format papier ou numérique, d'en gérer le cycle de vie, de favoriser le travail collaboratif en offrant des fonctionnalités de partage et diffusion de l'information et dispose de fonctionnalités d'archivage légal.
La conformité est assurée grâce aux fonctionnalités de traçabilité et aux rapports d'audits disponibles en standard dans les différentes versions de DocuShare.
La base installée compte plus de 6 000 clients et plus de 2 millions d'utilisateurs dans 80 pays (2013)[réf. nécessaire].

## Historique
DocuShare est développé par Xerox Content Management, une division de Xerox basée principalement à Palo Alto (Californie) aux États-Unis, en Angleterre et en France. La solution DocuShare est commercialisée dans plus de 80 pays. À l’origine, en 1997, la solution devait répondre à des besoins de gestion des documents internes au Groupe. Prenant conscience de son potentiel, la première version de DocuShare a été traduite en français en 1998. Elle est depuis commercialisée à travers le monde en six langues (anglais, français, espagnol, allemand, italien et japonais) et au travers de partenaires intégrateurs ou des propres réseaux internes de Xerox dans les différents pays.

## Versions
Conçu pour s'adapter aussi bien aux très petites structures qu'aux entreprises internationales, DocuShare est disponible en 4 versions depuis le lancement de la version 6.6:
DocuShare ExpressVersion adaptée aux petites et moyennes entreprises. Solution entrée de gamme de gestion documentaire spécialement conçue pour les groupes de travail afin de les aider à convertir leurs documents papier en numérique et en faciliter la gestion. Cette version est limitée à 10 utilisateurs et 50,000 documents.
DocuShareL’édition DocuShare fournit les outils de gestion de contenu, de collaboration et des fonctionnalités de capture d’images afin de favoriser le partage documentaire et d’informations  dans les petites et moyennes entreprises (PME/PMI).
DocuShare Educationconfiguration DocuShare spéciale ciblée pour le monde de l’enseignement. Cette édition de DocuShare offre un ensemble de fonctionnalités spécifiques pour les environnements éducatifs.
DocuShare EnterpriseDocuShare Enterprise fournit toutes les fonctionnalités de DocuShare dans une plate-forme qui est configurée et déployée pour répondre à des problématiques qui affectent toute l’entreprise, de nombreux utilisateurs ou dans des environnements intensifs.